# Katinka Eikelenboom
Katinka Eikelenboom (1982) is sinds april 2019 partijvoorzitter van GroenLinks.

## Biografie
Katinka Eikelenboom studeerde politicologie aan de Universiteit van Amsterdam en de Universiteit van Sussex, met specialisatie bestuurskunde. Daarna volgde ze een tweejarige Master in International Affairs aan The New School in New York en liep ze drie maanden stage bij een onderzoeksinstituut in de Dominicaanse Republiek.
Eikelenboom werkte als assistentredacteur bij het Ethics & International Affairs Journal en als bestuurssecretaris en adjunct-directeur van de VSNU, de vereniging van universiteiten in Nederland. Tevens werkte zij als senior stafmedewerker en chef de bureau bij Bureau de Helling, het wetenschappelijk bureau van GroenLinks. Ook was ze politiek assistent van GroenLinks-wethouders in Amsterdam.